# Familles de cépages
 (août 2020).

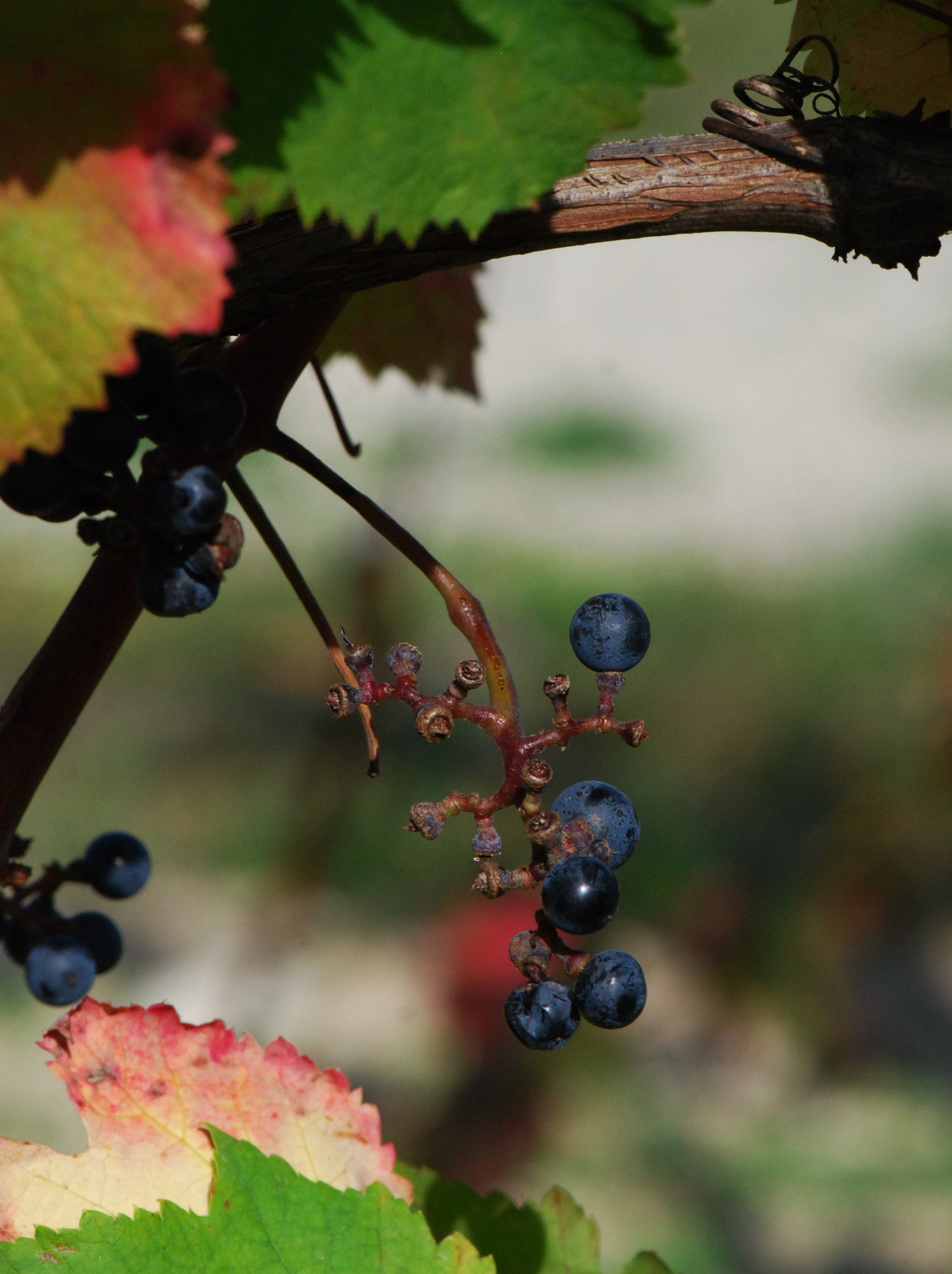
Vitis labrusca, femelle

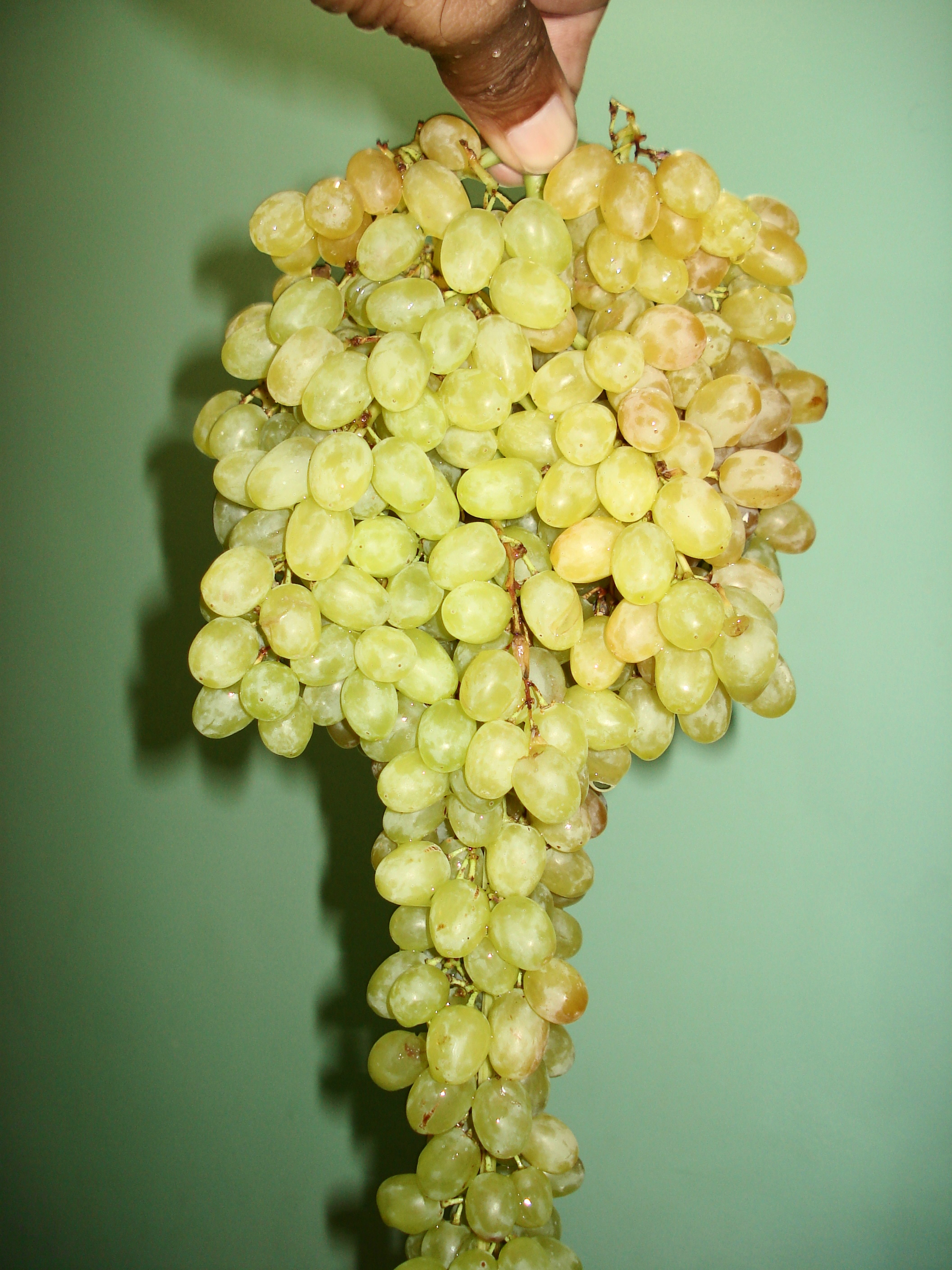
Grappe de Proles Orientalis, cépage à gros grains

Les familles de cépages (proles et sorto-types)  se sont diversifiées, depuis l'ère tertiaire, période à laquelle est apparu la vigne (Vitis sp.). Ces mutations successives sont le fait des périodes de glaciations et de réchauffement de la planète qui ont contraint cette espèce à s'adapter à des climats de plus en plus diversifiés. 

## Histoire de la diversité des cépages
Les travaux et les recherches de Henri Enjalbert lui ont permis de déterminer que l'Albanie, les îles Ioniennes de la Grèce, et sud de la Dalmatie dans l'actuelle Bosnie-Herzégovine peuvent avoir été le dernier refuge européen de la vigne, après l'ère glaciaire.
Louis Levadoux en a d'ailleurs conclu : « Ces alternances de concrescence et de fragmentation de son aire d'extension ont eu comme conséquence, tout en conservant à l'espèce une homogénéité remarquable, de permettre à des formes locales de s'affirmer. Telle est l'origine des groupes climatiques de cépages . »
Une seconde raison doit être prise en compte pour la diversification des cépages de l'Europe occidentale, mise en exergue par A. Bouquet : « Les grandes invasions des Huns, Burgondes, Wisigoths et autres vont faire disparaître tout commerce de vin, tandis que les Sarrasins vont détruire le vignoble. Les vignes cultivées qui échappèrent à la destruction retournèrent à l'état sauvage et s'intégrèrent aux populations de lambrusques qui peuplaient les forêts, les buissons et les haies. »
Laurent Bouby explique : « La génétique plaide aujourd’hui pour une forte contribution du patrimoine génétique des vignes sauvages d’Europe occidentale dans la constitution des cépages caractéristiques de ces régions qui doivent donc être considérées comme zones de domestication, primaire ou secondaire, de la vigne ».

## Ampélographie
L'ampélographie est l'étude des cépages et leur description, c'est aussi cette discipline qui s'intéresse à leur classification.
Pierre Charnay, inspecteur de l’I.N.A.O., a noté:

« Jusqu’au milieu du XXe siècle, les ampélographes avaient pour identifier un cépage l’habitude de décrire les caractères morphologiques, biologiques et sensoriels qui le séparaient de ses voisins. Chacun recevait donc une définition phénotypique qui aboutissait à une sorte d’isolement. »

Au début des années 1960, deux ampélographes russe et français, les professeurs Negrul et Levadoux, s’attachèrent, au contraire, à mettre en évidence les caractères qui pouvaient être communs à plusieurs cépages. Toutes ces variétés, avant le phylloxéra, étaient le résultat d'un croisement naturel. La disparition des vignes sauvages (lambrusques) a stoppé net ce métissage et depuis, seul l'homme peut le réaliser.

## Différentes classifications

### Groupes écolo-géographiques de Negrul
L’ampélographe russe A. M. Negrul a déterminé trois grands groupes écolo-géographiques de cépages qu’il a appelés proles. 

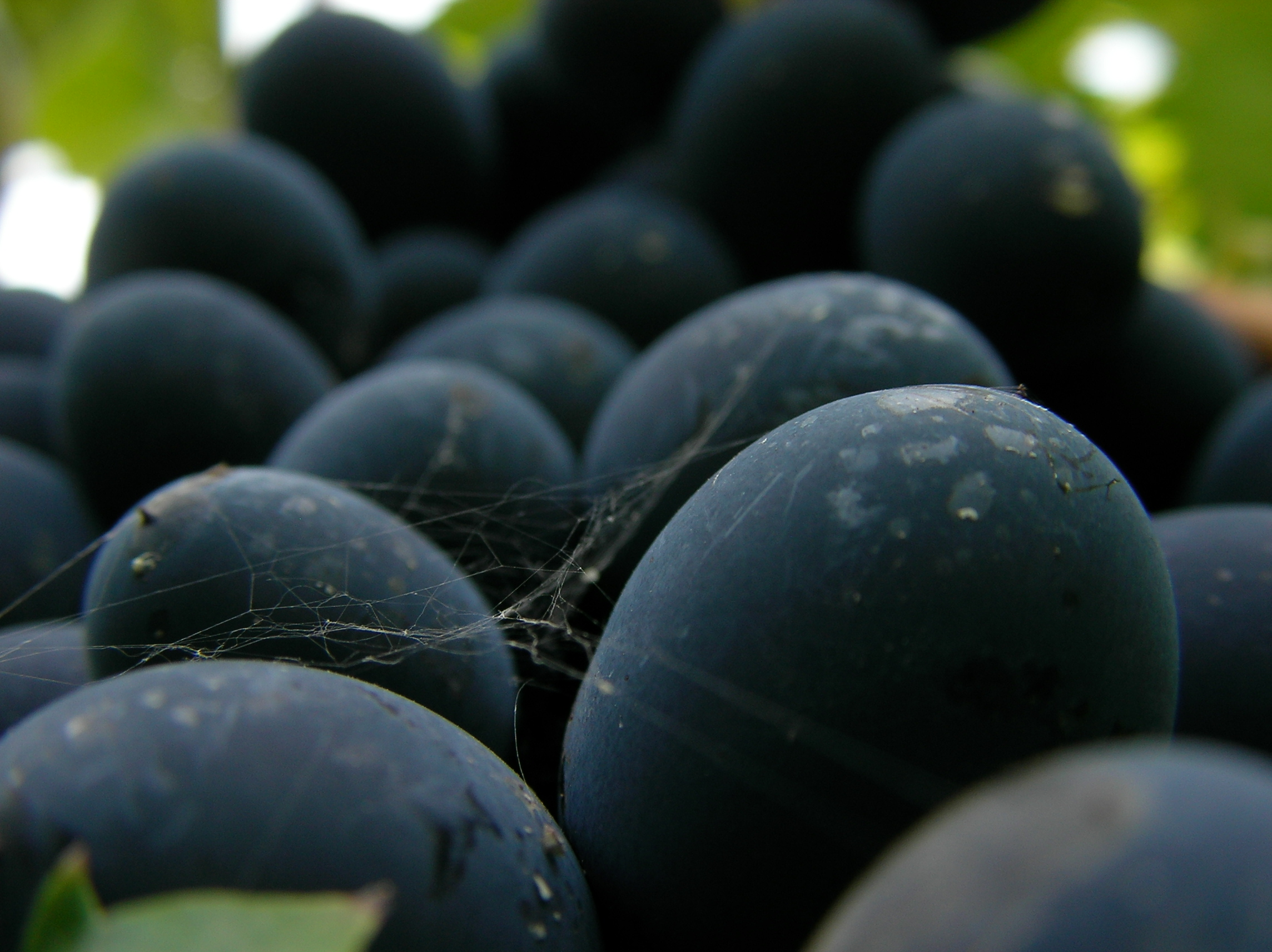
Grappe de raisin de Géorgie représentative de Proles Pontica

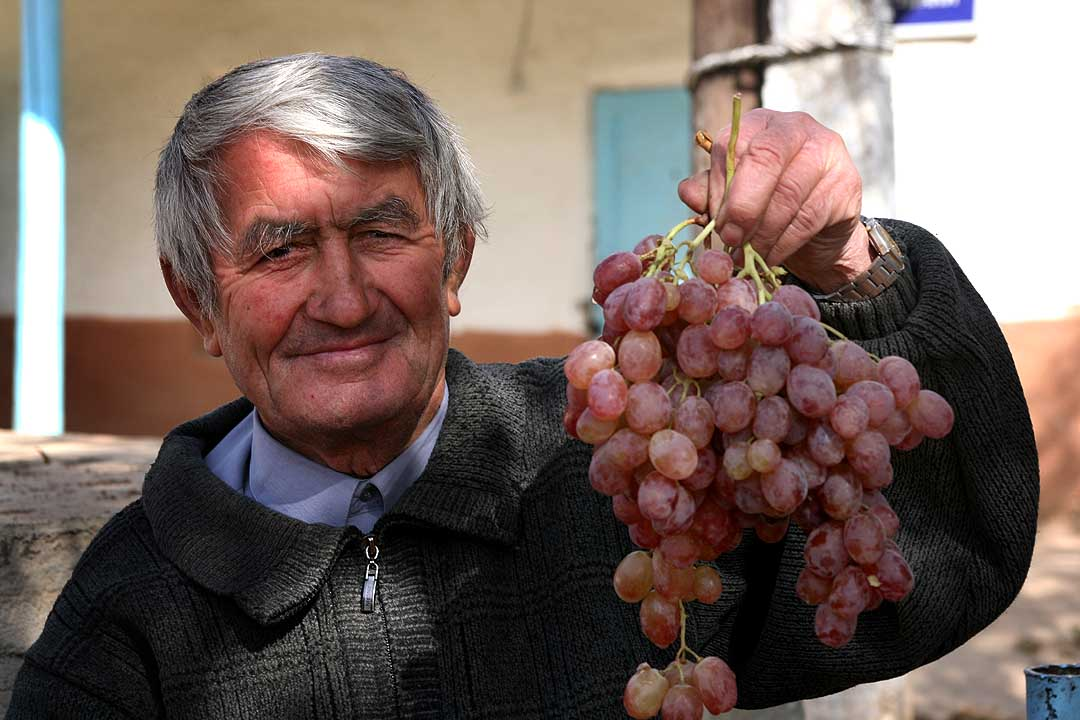
Grosse grappe, rameuse et lâche de la région de Tajik, typique de Proles Orientalis

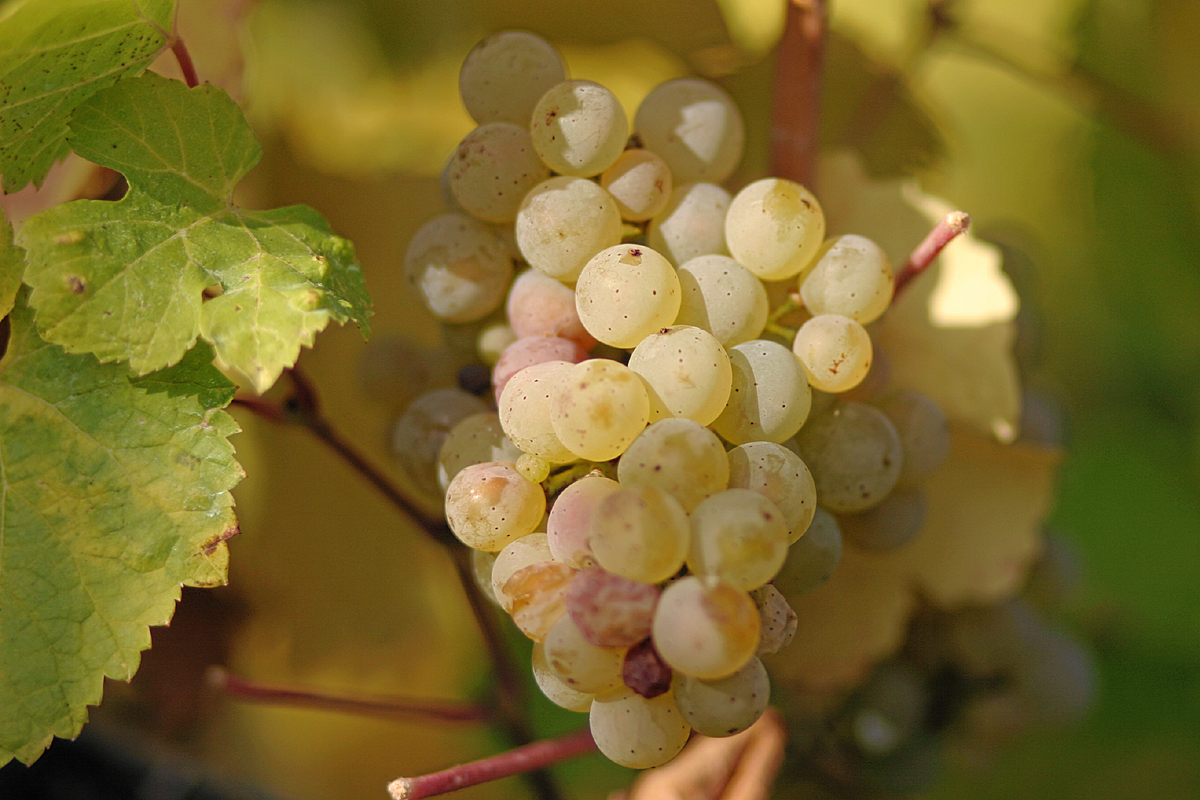
Riesling, cépage à petits grains appartenant à Proles Occidentalis

#### Proles Pontica
Cette catégorie vitis vinifera pontica correspond aux premières vignes cultivées en Asie mineure de la Transcaucasie (Arménie et Géorgie) à la Mésopotamie (sources de l'Euphrate et du Tigre). Sa diffusion jusqu'à la mer Noire est due aux Sumériens et aux Assyriens. Ce furent les Phéniciens qui implantèrent ces variétés en Europe par la Sicile et la péninsule Ibérique. Cette catégorie regroupe des vignes à grappes moyennes et compactes qui comprennent aussi bien des variétés à raisins de table comme le corinthe (vitis vinifera apyrena) que des raisins à double fin comme le cinsault ou la clairette. Actuellement ces vignobles s’étendent de la Géorgie à l’Espagne.

#### Proles Orientalis
Ce groupe (vitis vinifera orientalis), situé plus à l'est que le précédent, comprend exclusivement des vignes à raisins de table à grosses grappes, rameuses et lâches (Katta-Kourgan, Khalilé, Tcharas) ou des variétés apyrènes (Sultanine). Aujourd'hui, ces vignobles qui firent la renommée de Schiraz, se retrouvent essentiellement en Azerbaïdjan.

#### Proles Occidentalis
Cette famille (vitis vinifera occidentalis), a priori hétéroclite, est originaire des vallées des grands fleuves méditerranéens (Haute vallée du Nil, vallée du Rhône). Résultant du croisement entre des variétés de vitis vinifera pontica et de lambrusques locales, elle regroupe tous les cépages de cuve de l’Europe occidentale. On y retrouve des cépages à petites baies comme le pinot, le cabernet, le riesling, le viognier, la syrah ou le mourvèdre ainsi que des cépages à baies plus grosses tels le grenache ou le carignan. Considéré actuellement comme essentiellement réservé à la table, le chasselas (chasselas de Moissac, chasselas de Thomery) fut longtemps vinifié et le reste en Suisse, principalement autour du bassin lémanique et en Valais, où il prend le nom de fendant. Longtemps considéré comme un prole orientalis, des études génétiques comparatives récentes, basées sur l'analyse des séquences microsatellites de plus de 500 cépages différents, ont conclu à une origine initiale en provenance de la région située entre la France, l'Italie, et la Suisse, correspondant vraisemblablement à l'arc lémanique et excluant définitivement une origine orientale pour le chasselas.
Louis Levadoux, dans cette catégorie, classe ces différentes variétés parmi les cépages dits archaïques : « Ils sont caractérisés par une valeur vinique élevée et souvent par une saveur des baies qui rappelle celle des lambrusques et qui est d'autant plus accusée que l'on est en présence de formes plus archaïques. » 
Quant à Pierre Charnay, il souligne qu'il existe une sorte d'incompatibilité entre la grosseur et l'intensité aromatique des baies du raisin : « Les cépages à grosses baies sont peu parfumés tandis que les cépages à petites baies qui peuplent les vignobles occidentaux sont tous à la base de vins de grandes réputation. »

### Sorto-types de Levadoux
Les travaux ampélographiques de Louis Levadoux ayant mis en évidence des similitudes morphologiques constantes de cépages à l’intérieur d’une zone de production bien définie, il a été amené à classer ces variétés par sorto-types. 
Ses idées ont été confirmées à la depuis les années 1990, par deux équipes ampélographiques, celle de l'INRA de Montpellier menée par Jean-Michel Boursiquot et celle de l'université de Californie à Davis menée par Carole Meredith. Leurs résultats fondés sur l'analyse de sections d'ADN confirme l'origine génétique commune de nombre de familles décrites par Levadoux.

#### Carmenets

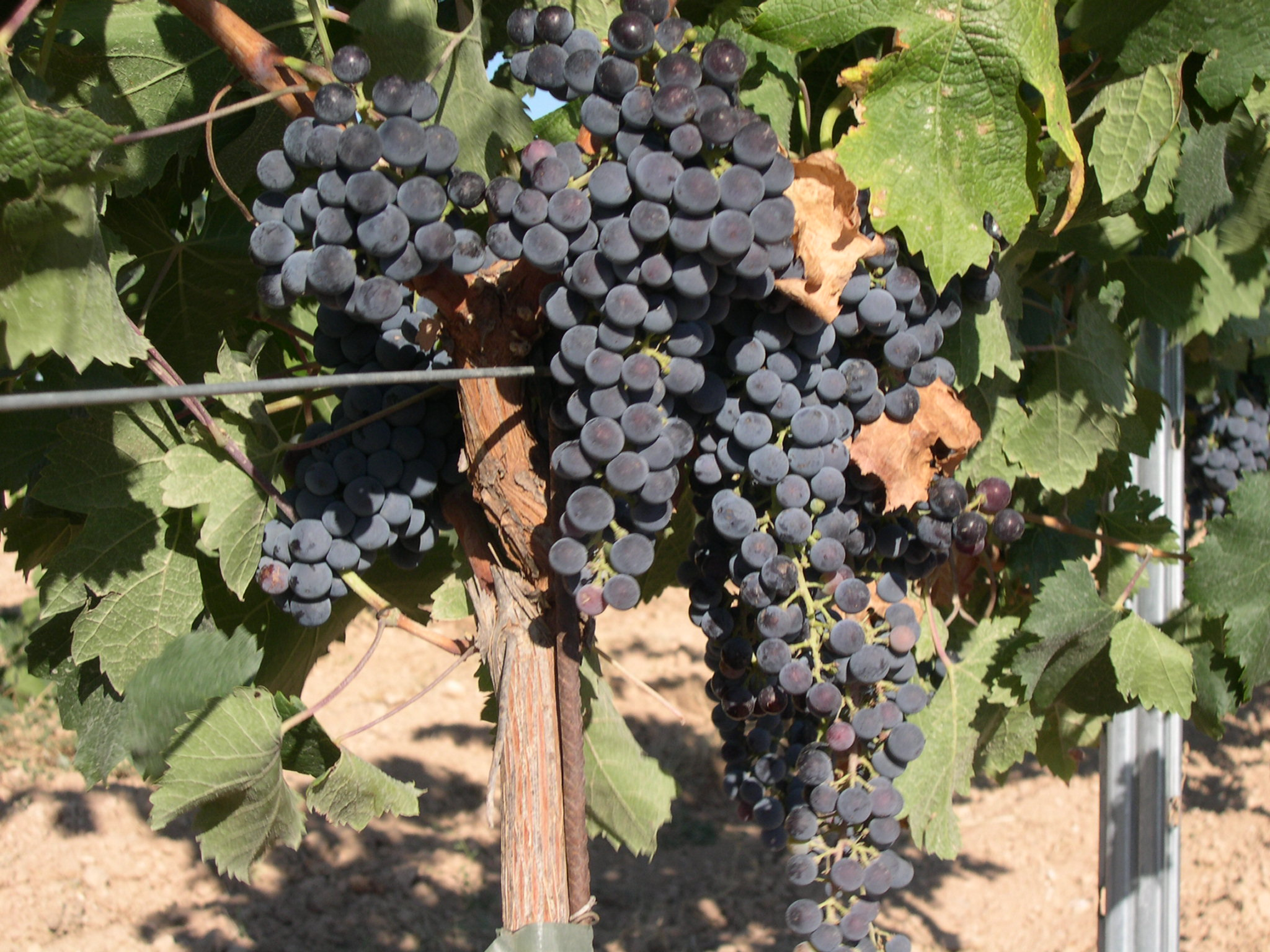
Merlot

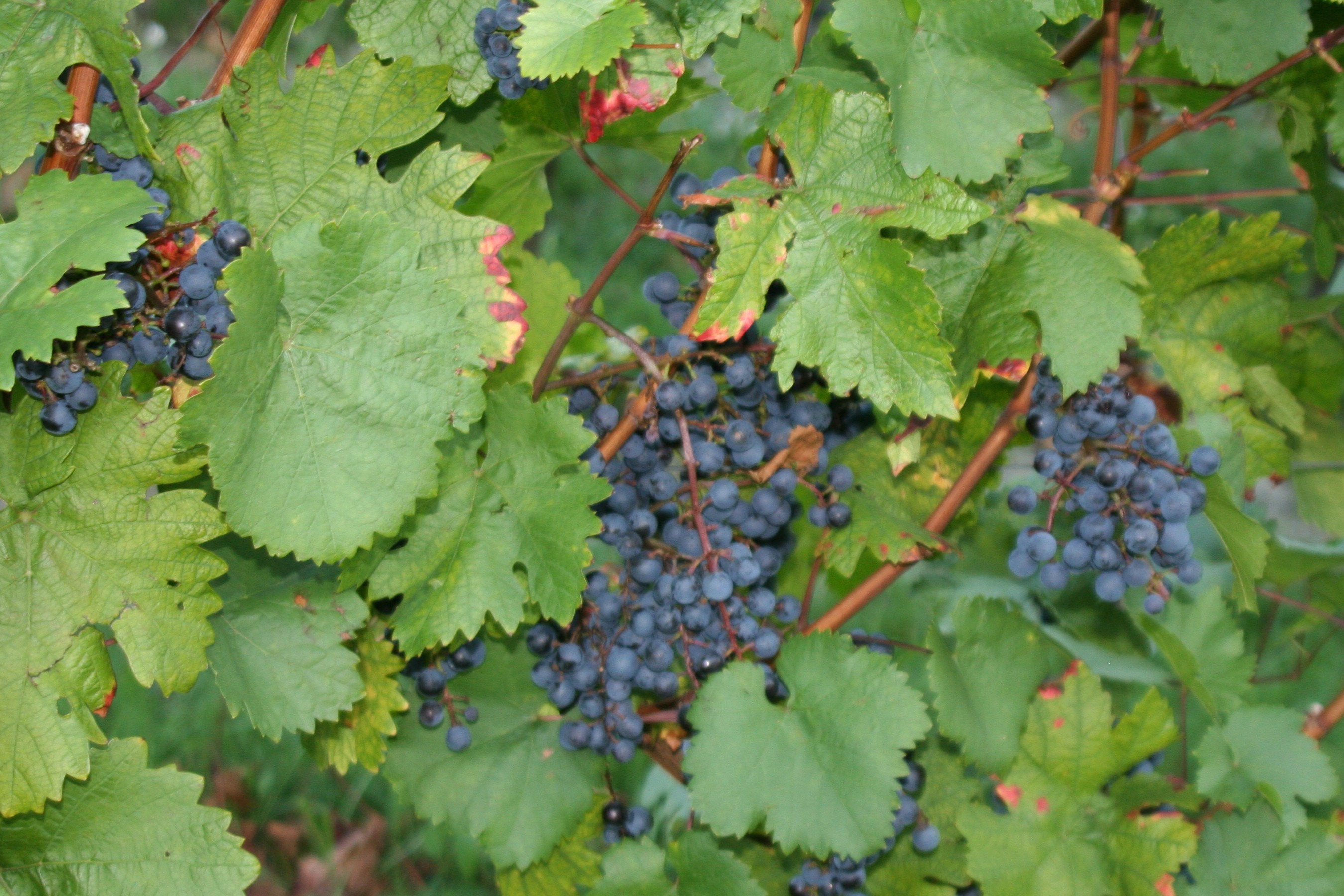
Cabernet

D'après Guy Lavignac les carmenets viendraient du Pays basque espagnol. En 1994, Combret, un ampélographe, a trouvé une lambrusque sauvage qui présente des ressemblances fortes avec une vigne décrite dans l'Antiquité, l'acheria. Cette vigne sauvage a traversé les Pyrénées pour donner une population dans le sud-ouest de la France. Strabon, Pline puis Columelle vont découvrir Burdigala et parler de culture de la vigne. Columelle cite même le biturica, cépage des Bituriges importé des côtes galiciennes selon le géographe Roger Dion. Les populations de ce cépage trouvées dans les Landes de Gascogne, le Béarn ou dans le vignoble de Bordeaux montrent une grande diversité génétique. 
Au Moyen Âge, les pèlerins de retour de Saint-Jacques-de-Compostelle vont ramener en France un cousin du cabernet franc, le fer servadou. La superposition de la carte des chemins de Saint Jacques avec celle de la diffusion du fer est frappante. 
À partir de ces deux importations, des mutations génétiques et des semis de pépins vont agrandir la famille. La carménère et le merlot vont apporter des arômes plus fruités avant que les amours du cabernet franc et du sauvignon ne donnent un pépin à la descendance florissante, le cabernet sauvignon.

#### Noiriens

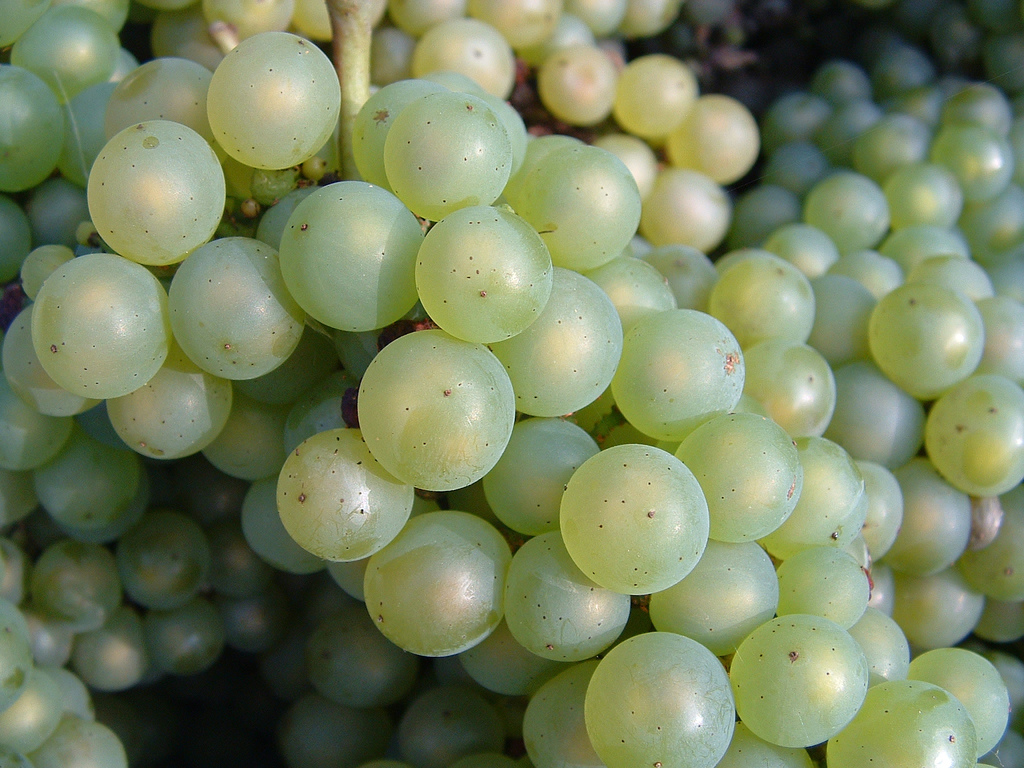
Chardonnay

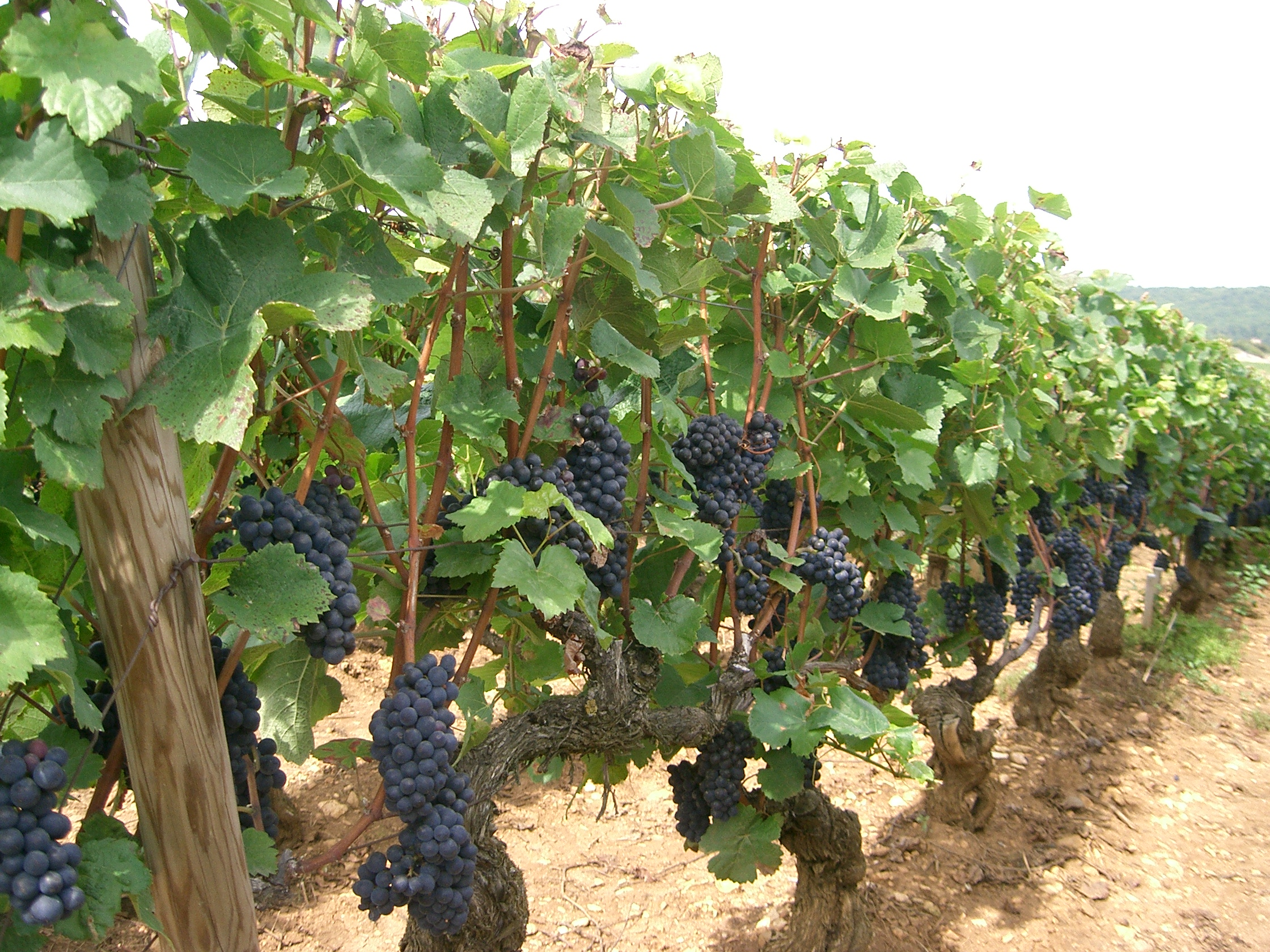
Pinot noir à Santenay en Bourgogne

Lors de la conquête de la Gaule par les Romains, la culture de la vigne gagne toute la façade méditerranéenne, mais la culture plus au nord se heurte à une zone climatique défavorable. C'est la découverte de l'allobrogica, cépage des Allobroges, qui permettra la conquête du nord par la vigne. Depuis cette époque, les historiens recherchent ce fameux cépage. Ils y ont vu la syrah N, la mondeuse N ou encore le pinot noir N. 
Les ampélographes, en particulier à partir de Pierre Viala, vont regrouper les cépages par familles de caractères. Ainsi, les pinots noir, gris et blancs, le chardonnay B, le melon B, la gamay N ou l'aligoté sont-ils appelés les noiriens.
Carole Meredith de l'université de Californie à Davis va pratiquer des tests ADN sur les cépages bourguignons en 1998. Il en ressort que le pinot noir N et le gouais B ont donné naissance à tous les autres noiriens. C'est une surprise de taille puisque le gouais est depuis longtemps décrié, au point qu'il ne subsiste plus en France que dans les collections ampélographiques.

#### Cépages du sud-ouest de la France
Dans le vignoble du sud-ouest, Guy Lavignac cite aussi les familles des Cotoïdes, des Folloïdes, des Chenins et des Gouais.

##### Cotoïdes
D'après Guy Lavignac, ampélographe spécialiste du vignoble du sud-ouest, ils seraient originaire pour certains d'entre eux du Quercy. En effet, c'est là que se situe le berceau du Côt N et en 1850, M. Valdiguié y a trouvé le valdiguié N qui porte son nom à Puylaroque. 
Il existe aussi une souche pyrénéenne avec le tannat N ou le lauzet B. Elle possède les caractères ampélographiques des cotoïdes, mais aussi le lobe médian rappelant les cépages pyrénéens. Est-elle descendante d'un cotôïde venu du Quercy ou d'un métissage avec un cépage pyrénéen ? Il faudra attendre les résultats de tests génétiques pour en savoir plus.

##### Folloïdes
D'après Guy Lavignac les folloïdes viendraient du vignoble du sud-ouest, plus particulièrement de Gascogne. La folle blanche cépage à haut rendement a colonisé les vignobles à eau de vie, armagnac et cognac, mais aussi autrefois le vignoble de l'Entre-Deux-Mers. Il a rejoint la région nantaise ou il produit le gros plant du pays nantais. Le jurançon connaîtra un engouement lors de la replantation après le phylloxera grâce à ses rendements importants.
Les muscats, famille forte de plus de 150 cépages.
Les chenins, famille représentée majoritairement dans le vignoble du Val de Loire. Les cépages de cette famille qui sont cultivés hors de cette région ont été introduits récemment.
Les gouais, les membres de cette famille (Muscadelle, Blanc dame...) sont présents dans de nombreux pays. Les études montrent l'origine balkanique très ancienne du gouais et sa nombreuse filiation.

#### Cépages rhodaniens et méditerranéens
C'est à partir de la fondation de Massalia par les Phocéens qu'a commencé le métissage entre les lambrusques locales (Vitis vinifera subsp. silvestris, la vigne sauvage) et les variétés de la Proles Orientalis et de la Proles Pontica apportées par les Grecs (Vitis vinifera subsp. vinifera).   
J. André et L. Levadoux, en 1964, publièrent une étude sur La vigne et le vin des Allobroges. Ils y démontraient que le fameux cépage de l'antiquité, Vitis allobrogica était une proto-mondeuse et qu'il y avait des similitudes morphologiques entre la syrah rhodanienne et la mondeuse savoyarde. Il en était de même avec les cépages blancs que sont la roussanne, la marsanne et le viognier. Ce faisant, ils mirent en évidence l'existence d'un sorto-type allobrogique ou famille des Sérines. 
Pierre Charnay a fait de même dans son ouvrage consacré aux vignobles et vins des Côtes-du-Rhône. Il a regroupé dans un sorto-type méditerranéen indigène les cépages locaux issus d'une croisement avec des variétés de la Proles Pontica. Il y classe outre la clairette et le cinsault, l'aspiran, le calitor, le tibouren et le picpoul.

#### Cépages d'Europe centrale
L'Allemagne, l'Autriche, la Suisse, la France (Alsace, Jura) et le nord de l'Italie possèdent des cépages apparentés. La famille des Traminers, probablement née en Italie, va gagner le nord. Arrivée en France, elle va donner une variante aromatique par sélection draconienne d'une mutation.